# 李柰 (正統進士)
李柰（1405年—？），字景春，江西廣信府上饒縣人，民籍。明朝政治人物。

## 生平
江西鄉試第三十八名。正統四年（1439年）己未科會試第七十四名，殿試登進士第三甲第四十四名。曾官禮部精膳司郎中。

## 家族
曾祖父李達輕。祖父李清遠。父亲李彥祥。